# ویلهلم رپکه
ویلهلم رپکه (آلمانی: Wilhelm Röpke؛ ۱۰ اکتبر ۱۸۹۹ – ۱۲ فوریهٔ ۱۹۶۶) اقتصاددان و استاد دانشگاه اهل آلمان بود.
ویلهلم استاد اقتصاد، اولین بار در ینا، سپس در گراتس، ماربورگ، استانبول و در نهایت ژنو، سوئیس، و یکی از پدران معنوی اقتصاد بازار اجتماعی، نظر سنجی و همکاری برای ساماندهی اقتصادی پس از جنگ جهانی دوم بود.